# Isola della Scala
Isola della Scala és un comune (municipi) de la província de Verona, a la regió italiana del Vèneto, situat a uns 90 quilòmetres a l'oest de Venècia i a uns 20 quilòmetres al sud-est de Verona.
A 1 de gener de 2020 la seva població era de 11.538 habitants.
Isola della Scala limita amb els següents municipis: Bovolone, Buttapietra, Erbè, Nogara, Oppeano, Salizzole, Trevenzuolo i Vigasio.